# Rebel on the East Tour
Rebel on the East Tour – pierwsza trasa koncertowa Acid Drinkers, która odbyła się w kwietniu 1992 roku. Grupa gościła w 8 miastach wschodniej Polski (jeden koncert został odwołany).

## Lista miast które obejmowała trasa
- Mińsk Mazowiecki
- Dęblin
- Krasnystaw
- Lublin
- Kraśnik
- Stalowa Wola
- Leżajsk
- Kielce
- Rzeszów (odwołany)

## Skład
- Tomasz "Titus" Pukacki
- Robert "Litza" Friedrich
- Dariusz "Popcorn" Popowicz
- Maciej "Ślimak" Starosta